# زابداس
زابداس، هو جنرال قاد قوات الملكة زنوبيا خلال حكمها مملكة تدمر.

## الحملات

### البعثة ضد تانوخيدس
بمساعدة جنرال آخر في الجيش وسبتيميوس زاباي وزنوبيا نفسها، بدأ زابداس حملةً ضد التنوخيين في ربيع عام 270، أثناء حكم الإمبراطور كلاوديوس الثاني. نهب زابداس بصرى وقتل حاكمها الروماني، ثم توجّه جنوباً مؤمّناً المنطقة العربية البترائية.

### غزو مصر
في تشرين الأول (أكتوبر) عام 270، غزا جيش تدمري مكون من 70,000 جندي مصر الرومانية، بقيادة زابداس. تمكّن الجنرال الروماني تيناغينو بروبوس من استعادة الإسكندرية في شهر تشرين الثاني (نوفمبر)، لكنه هُزم وهرب إلى قلعة حصن بابليون، حيث حاصره زابداس وقتله. أكمل زابداس مسيره جنوباً لتأمين مصر.

### الحملات في آسيا الوسطى
بعد ذلك، وفي عام 271، بدأ الجنرال سيبنيميوس زاباي عمليات عسكرية في الأناضول، وانضم إليه زابداس في ربيع ذلك العام. اجتاح التدمريون المقاطعة الآسيوية غلاطية، واحتلوا عاصمة أنقرة الإقليمية، محقّقين بذلك أكبر توسع وامتداد لتدمر في التاريخ.

## Battles against Aurelian
In 272, the Emperor Aurelian crossed the البوسفور (مضيق) and advanced quickly through أناضول, to reconquer the lost provinces now under Palmyra.
Entering إسوس and heading to أنطاكية (مدينة تاريخية), Aurelian defeated Zabdas in the معركة أنطاكيا, near أنطاكية (مدينة تاريخية). The Palmyrene armies retreated to Antioch then later حمص while Aurelian advanced and معركة حمص. The defeat at Emesa forced the Palmyrene armies to evacuate to the capital. The Romans began a siege, and tried to breach the city defenses several times but were repelled, however, the situation worsened, so Zenobia, Vaballathus's mother, left the city and headed east to ask the ساسانيون, for help. The Romans whatsoever followed the queen, arrested her near the Euphrates and brought her back to the emperor. Soon after, the Palmyrene citizens asked for peace, and the city fell.

## وفاته
أُخِذت زنوبيا مع فابالاثيوس ومجلس الحرب بما فيه زابداس إلى حمص وقُدموا للمحاكمة. تم إعدام كبار موظفي تدمر، وربما كان زابداس من ضمنهم، إذ لم يذكر عن حياته شيء بعد سقوط تدمر.